# Cmentarz Pokrowski w Rydze
Cmentarz Pokrowski w Rydze (łot. Pokrova kapi) – prawosławna nekropolia znajdująca się w Rydze przy ul. Mēness 3. 

## Historia
Cmentarz został założony w XIX w. dla mieszkających w Rydze Rosjan oraz lokalnej społeczności prawosławnej. Na jego terenie wybudowano w latach 1875–1879 cerkiew Opieki Matki Bożej według projektu R. A. Pflūgsa. 
Na cmentarzu pochowany jest m.in. arcybiskup Rygi i całej Łotwy Jan (Pommers).